# Árni Magnússon
Árni Magnússon (13 de noviembre de 1663 - 7 de enero de 1730) fue un erudito islandés y coleccionista de manuscritos. Reunió la Colección Árni Magnússon

## Vida
Árni nació en 1663 en Kvennabrekka en Dalir (Dalasýsla), en el oeste de Islandia, de cuya parroquia su padre Magnús Jónsson era el pastor luterano (más tarde también lögsagnari, algo así como alguacil). Su madre fue Guðrún Ketilsdóttir, hija del archidiácono Ketill Jörundarson de Hvammr. Fue criado por sus abuelos y un tío. A los 17 años, entró en la escuela de latín de Skálholt, en la que estudió entre 1680 y 1683. En el otoño de 1683, con 19 años, se marchó a estudiar a la Universidad de Copenhague (Dinamarca). Allí, obtuvo en 1685, tras dos años de estudios, el grado de attestus theologiæ, a la par que trabajaba de asistente del anticuario real Thomas Bartholin, para quien terminaría trabajando durante seis años. Como asistente de Bartholin ayudó a ese a preparar sus Danica, realizando también para él transcripciones y traducciones  del islandés así como anotaciones a miles de páginas de material de Islandia. En 1694 se dirigió al Sacro Imperio, en donde permaneció hasta 1697.
Regresó a Copenhague en 1697, en donde fue nombrado secretario de los archivos reales. En 1701 fue nombrado profesor de filosofía e historia danesa en la Universidad de Copenhague, pero en 1702 fue enviado como emisario real a Islandia con el encargo de realizar el primer censo de la isla, labor que le ocupó entre los años de 1703 a 1712. Durante esta actividad tuvo ocasión de reunir o copiar numerosos manuscritos medievales islandeses que se llevó consigo a Copenhague. Entre 1708 y 1709 regresó a Copenhague por un breve período para casarse con la rica viuda Mette Fischer.
La colección Árni Magnússon se depositó en la biblioteca de la universidad de Copenhague. Se considera la más importante o al menos una de las más importantes colecciones de manuscritos islandeses medievales. Parte de la colección fue devuelta a Islandia después de la independencia de este país, encontrándose depositada en Reykjavík, en la Fundación Árni Magnússon.